# Bydgoska Szkoła Pilotów
Bydgoska Szkoła Pilotów (Szkoła Pilotów w Bydgoszczy) – placówka szkolnictwa wojskowego II Rzeczypospolitej, istniejąca w latach 1920–1926 w Bydgoszczy, zajmująca się szkoleniem pilotów dla Wojska Polskiego, przekształcona później w Centralną Szkołę Podoficerów Pilotów Lotnictwa.

## Historia
Zimą 1918 roku w Warszawie utworzono Wojskową Szkołę Lotniczą, w której szkolono pilotów armii rosyjskiej na samolotach austriackich i niemieckich używanych wówczas w Polsce. Latem 1919 przekształcono ją w II Szkołę Pilotów, podczas gdy od maja 1919 w Krakowie działała I Niższa Szkoła Pilotów, której szkolenie oparto na samolotach austriackich typu Hansa-Brandenburg B.I. 9 września 1919 roku obie szkoły połączono w jedną Niższą Szkołę Pilotów w Krakowie. Jednocześnie w maju 1919 w Warszawie utworzono Francuską Szkołę Pilotów, którą przeprowadzono z Armii Polskiej gen. Hallera we Francji. 15 lutego 1920 przekształcono ją w Niższą Szkołę Pilotów w Warszawie, a w maju 1920 przeniesiono do Dęblina, zastępując kadrę francuską polskimi instruktorami. 
W sierpniu 1920 w obliczu trudnej sytuacji na froncie polsko-bolszewickim, władze wojskowe podjęły decyzję o przeniesieniu szkoły z Dęblina na niedawno odzyskane i niewykorzystane lotnisko w Bydgoszczy. Z podobnych przyczyn we wrześniu 1920 do Bydgoszczy przeniesiono także Krakowską Szkołę Pilotów. W związku z przeniesieniem obu szkół 16 września 1920 zmieniono ich nazwy:
- Niższa Szkoła Lotników w Dęblinie → I Szkoła Lotników w Bydgoszczy
- Niższa Szkoła Lotników w Krakowie → II Szkoła Lotników w Bydgoszczy

Obie szkoły bazowały na odmiennym sprzęcie i systemie szkolenia: francuskim (I SL) lub austriackim (II SL). 1 grudnia 1920 roku obie szkoły połączono w jedną Szkołę Lotników (zwaną później Szkołą Pilotów) w Bydgoszczy i oparto na jednolitym francuskim systemie szkolenia i sprzęcie pochodzącym z państw Ententy. Komendantem szkoły został ppłk Jan Kieżun, a szefem pilotażu kpt. pil. Jerzy Garbiński. Z ramienia Wojskowej Misji Francuskiej w tworzeniu szkoły uczestniczył mjr. pil. Robert de Chèvre. Rocznie do szkoły przyjmowano 150 uczniów. Program szkolenia oparto na trzech eskadrach szkolnych na bazie samolotów Caudron G.III, Nieuport, Albatros B.II i Hansa-Brandenburg B.I. Zaplecze szkoły stanowiły: park lotniczy z warsztatami i magazynami sprzętu, paliwa i umundurowania, kompania personelu technicznego i obsługi samolotów oraz oddział wartowniczy wraz z personelem pomocniczym.
W 1921 w szkole skonstruowano dwa pierwsze doświadczalne szybowce w Polsce według projektów mjr inż. Stefana Malinowskiego („Dziaba”) i kpt. Franciszka Jacha („Żabuś”). Modele testowano na Czarnej Górze koło Nowego Targu podczas I Polskiego Konkursu Szybowcowego. W 1925 w II Wszechpolskim Konkursie Szybowcowym w Oksywiu koło Gdyni brało udział 15 szybowców, w tym 3 skonstruowane w Bydgoszczy („Bydgoszczanka”, „Bimbuś” i „Żabuś” II, który otrzymał I nagrodę za najdłuższy lot – 560 m). Dodatkowo w warsztatach szkoły podjęto się budowy pierwszego w Polsce samolotu sportowego na wzór francuskiego Morane-Saulnier MoS.30. 
W 1922 roku przy szkole powołano Centralną Szkołę Mechaników Lotniczych, której pierwszym komendantem został kpt. inż. Henryk Szpiganowicz i od tej chwili uczniowie Szkoły Pilotów przeszkolenie teoretyczne przechodzili w CSML.
Z dniem 2 stycznia 1924 do szkoły z macierzystych pułków zostało odkomenderowanych 21 oficerów w charakterze uczniów (14 piechoty, 2 jazdy, 3 artylerii i 2 aeronautyki). Wśród odkomenderowanych byli m.in. porucznicy: Kazimierz Benz, Arnold Jaskowski, Aleksander Majewski i podporucznik Jan Łukasiewicz.
22 września 1925 o godz. 8.30 nad lotniskiem w Bydgoszczy zginęli śmiercią lotnika: porucznik pilot-uczeń Józef Głowski, odznaczony Krzyżem Walecznych, i plutonowy pilot Stanisław Wiktorowski. Pilotowane przez nich samoloty zderzyły się na wysokości 500 m.
24 lipca 1926 roku Szkoła Pilotów została przemianowana na Centralną Szkołę Podoficerów Pilotów Lotnictwa (CSPPL). Zmiana nazwy wiązała się z projektem scentralizowania całości wyszkolenia oficerów lotnictwa w Dęblinie, a podoficerów lotnictwa w Bydgoszczy.
W okresie istnienia szkoły uczniowie i instruktorzy wykonali około 177 tysięcy wzlotów spędzając 26,5 tysiąca godzin w powietrzu. Pilotażu uczyło się 645 uczniów, z czego 12 zostało rannych, a kolejnych 12 poniosło śmierć w wyniku wypadków lotniczych. Wśród uczniów, którzy zginęli śmiercią lotnika był por. kaw. Antoni Skarżyński. Pod koniec istnienia placówki zwiększono bezpieczeństwo przez wzrost poziomu wyszkolenia instruktorów i techniczno-teoretycznego kandydatów oraz zmiany w systemie szkolenia. Wypracowany przez lata w Bydgoszczy system szkolenia pilotów uznano za wzorcowy dla wszystkich szkół lotniczych w Polsce.

## System szkolenia
W szkole uczono podoficerów technicznych, administracji lotnictwa, oficerów i podoficerów innych broni, obserwatorów lotniczych i wyznaczonych przez pułki lotnicze szeregowych. Wiek kandydatów nie mógł przekraczać  26 lat. W pierwszych latach funkcjonowania placówki opracowano tzw. polską szkołę pilotażu, opierającą się na wzorach francuskich. Kurs teoretyczny trwał 3 miesiące i obejmował przedmioty: silniki spalinowe, budowa płatowców, aerodynamika, taktyka lotnicza, kartografia i terenoznawstwo, geografia lotnicza, broń, taktyka broni połączonych, zajęcia praktyczne w warsztatach (rozbieranie i składanie płatowców oraz silników lotniczych), meteorologia, łączność lotnika z artylerią i piechotą, historia lotnictwa, bombardowanie, obrona przeciwlotnicza, wychowanie fizyczne, radiomechanika, aerofotografia, strzelanie naziemne (później także matematyka, fizyka, higiena i alfabet Morse'a). Praktyczny kurs pilotażu trwał 8 miesięcy i obejmował ćwiczenia w kolejnych eskadrach stopniowanych pod względem trudności poprzedzanych egzaminami warunkowymi. Ćwiczono na samolotach francuskich (Caudron G.III, Nieuport 23, Nieuport 18m, Morane-Saulnier MoS.30) i niemieckich (Brandenburg C.I i Albatros B.II). Do 1924 roku szkoła uczyła pilotażu na samolotach szkolnych, a od 1925 także na samolotach liniowych Breguet 14 i Potez XV, z tym że szkolenie pilotów myśliwskich przekazano do Wyższej Szkoły Pilotów. Po wykonaniu wzlotów warunkowych na samolotach liniowych, uczniowie poznawali podstawowe figury akrobacji na samolotach Morane-Saulnier MS.35 oraz przechodzili kurs strzelania przy pomocy fotokarabinów. Absolwenci otrzymywali tytuł pilota wojskowego z prawem noszenia odznaki i mogli służyć w pułkach lotniczych.

## Instruktorzy
Instruktorami w Szkole Pilotów byli m.in.: por. pil. Paweł Pischinger, por. pil. Franciszek Żwirko, mjr pil. Jerzy Wieniawa-Długoszowski, por. pil. Janusz Meissner, kpt. pil. Adam Wojtyga, kpt. pil. Henryk Brusch, por. pil. Aleksander Czeczunist i st. sierż. pil. Józef Muślewski. Jako instruktorzy w latach 1921–1922 zatrudnieni byli również lotnicy ukraińscy, przydzieleni z obozu internowania w Strzałkowie: ppłk Aleksander Żachowski, kpt. Siergiej Ostrowidow i kpt. Paweł Zołotow, który szkolił m.in. późniejszych asów polskiego lotnictwa: Bolesława Orlińskiego, Franciszka Żwirkę, Stanisława Skarżyńskiego i Stanisława Płonczyńskiego.

## Sprzęt

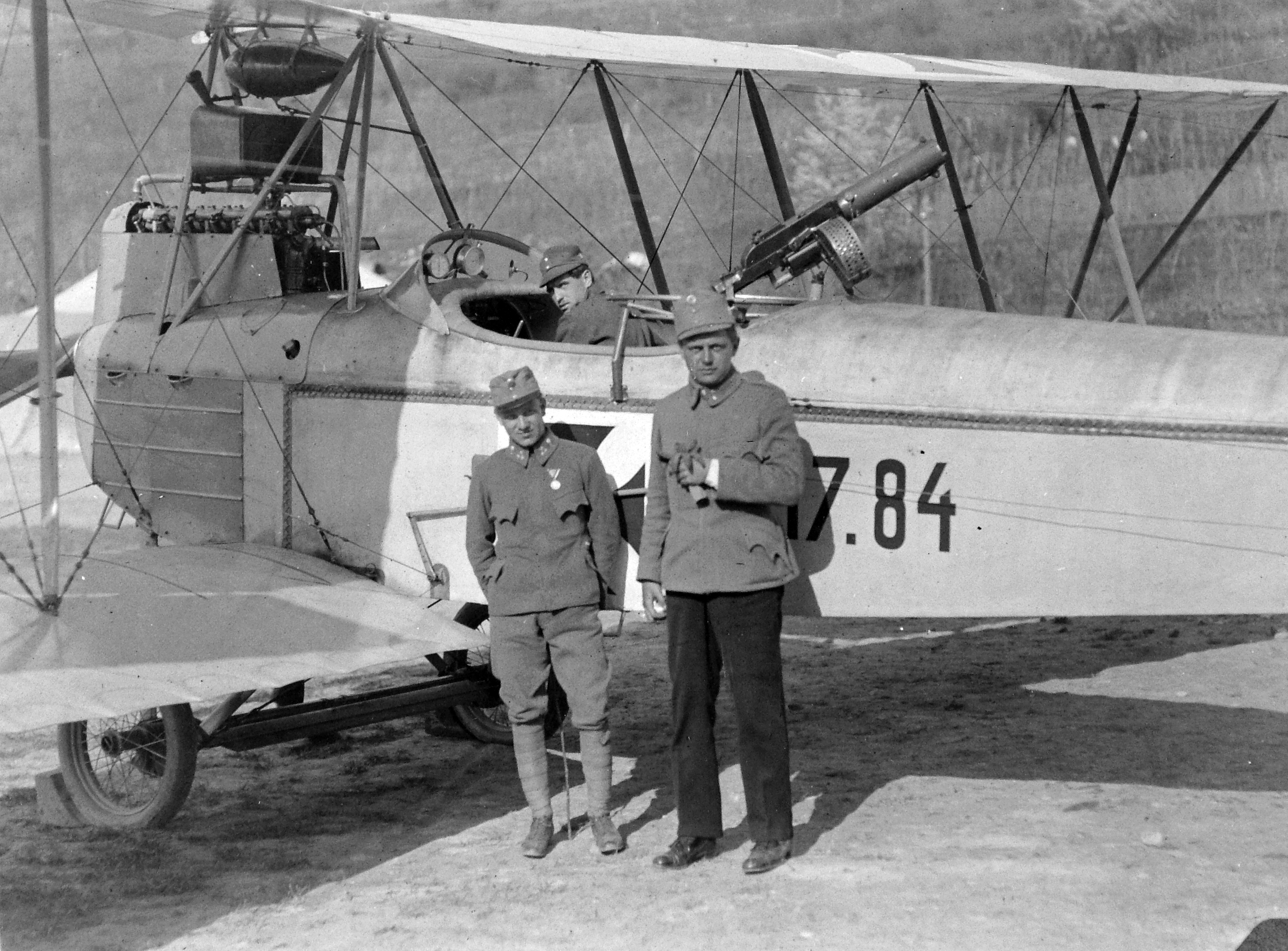
Hansa-Brandenburg B.I
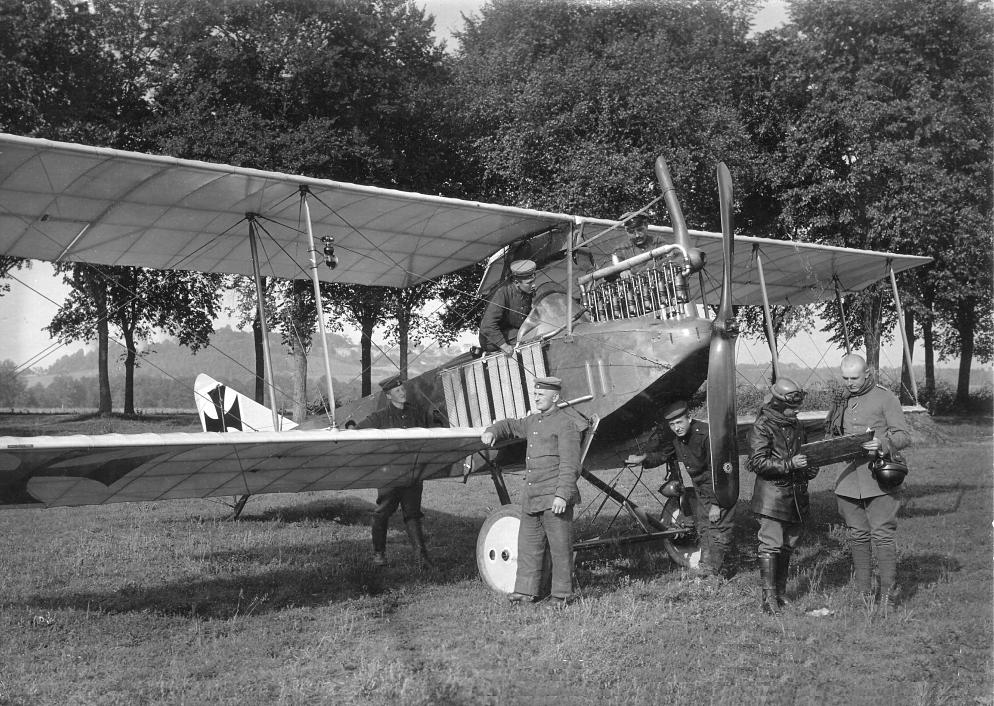
Albatros B.II
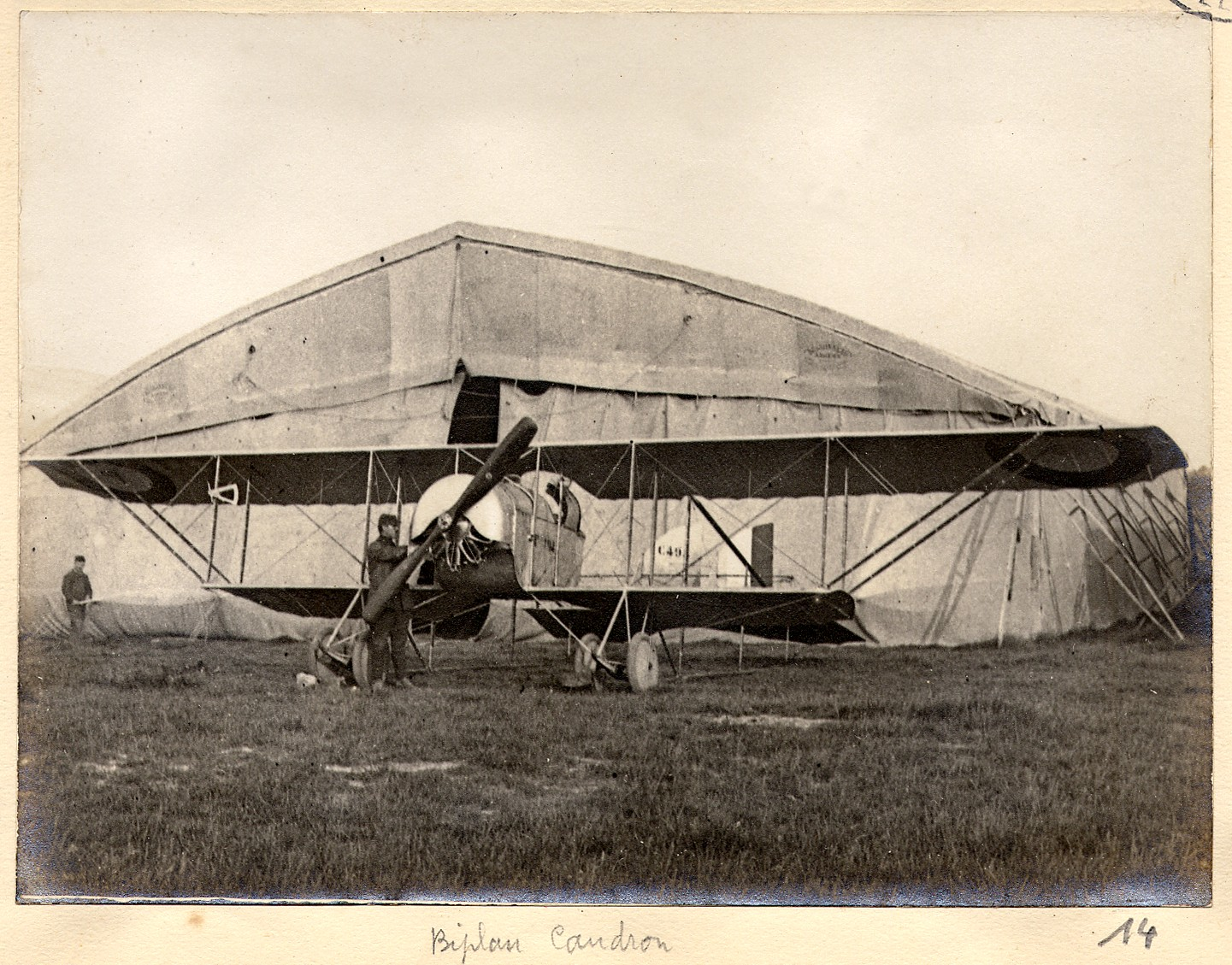
Caudron G.III
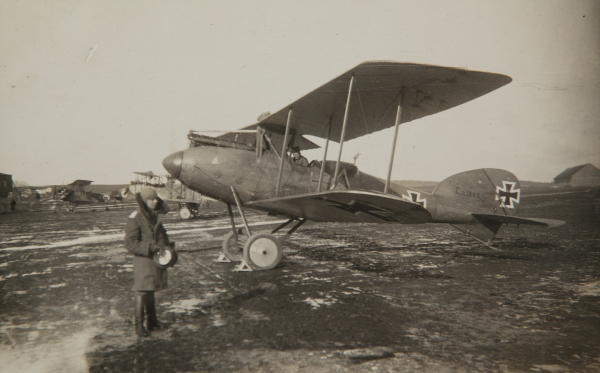
Albatros C.XII
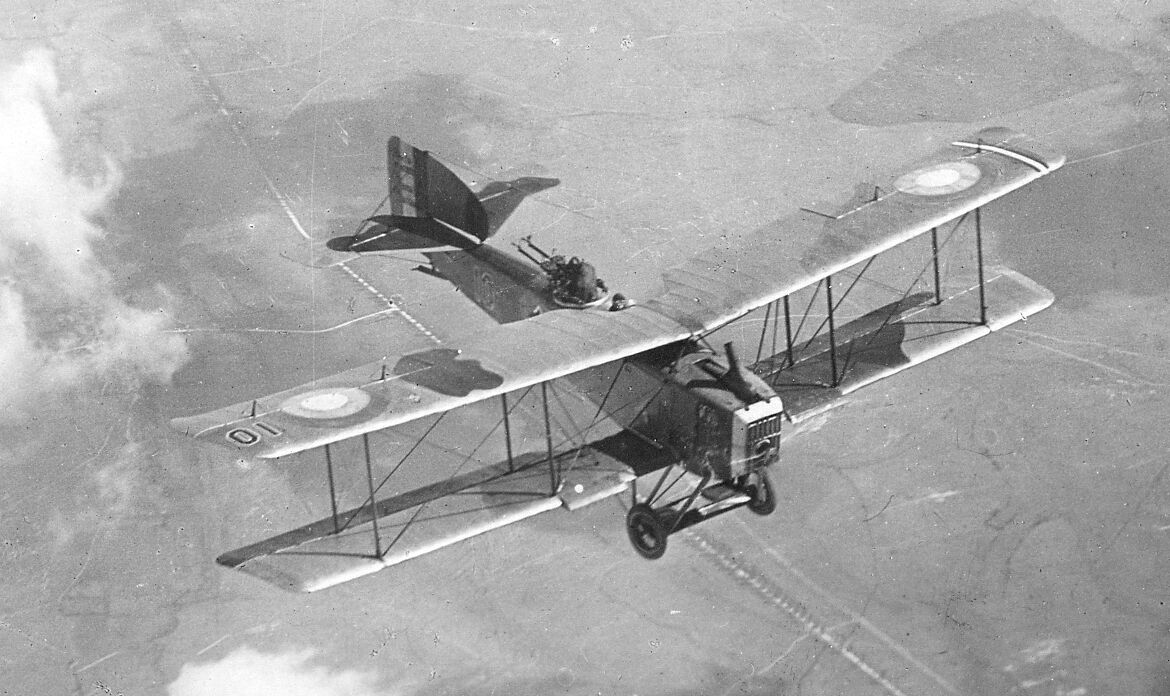
Breguet 14
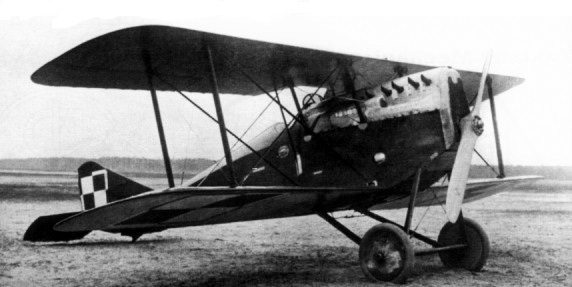
Ansaldo A.1 Balilla

W momencie powstania szkoły dysponowano 29 samolotami austriackimi z Krakowskiej Szkoły Pilotów oraz maszynami francuskimi ze Szkoły Pilotów z Dęblina typu: Caudron G.III, Nieuport 80 E2 i Nieuport 81 D2, Nieuport 83 E2, Morane-Saulnier MS.30.
W latach 20. do szkoły trafiły również samoloty Albatros C.XII, brytyjskie Bristol F.2 Fighter, włoskie Ansaldo Balilla 77, szkolne wersje myśliwca Nieuport XXI 78 i francuskie Breguet 14.
W latach 1925–1926 z powodu zużycia lub wypadków skasowano 38 samolotów (w tym 12 Albatrosów B.II, 5 Caudronów G.III, 4 Nieuporty 83). Od 1925 roku używano samoloty konstrukcji francuskiej typu Hanriot HD.14 i HD.19. W 1925 roku do użytku wszedł nowy, zakupiony przez Polskę w ilości 70 sztuk, samolot francuski typu Morane-Saulnier MS.35.

## Struktura organizacyjna
- Komendant i jego sztab
- Dział wyszkolenia
  - szef pilotażu
  - eskadry szkolne (do 1925 roku dwie, później trzy)
- Dział techniczny
- Dział administracyjny.

## Komendanci
- 1920-1925 ppłk pil. Jan Kieżun
- 1925-1926 mjr pil. Tadeusz Prauss

## Absolwenci

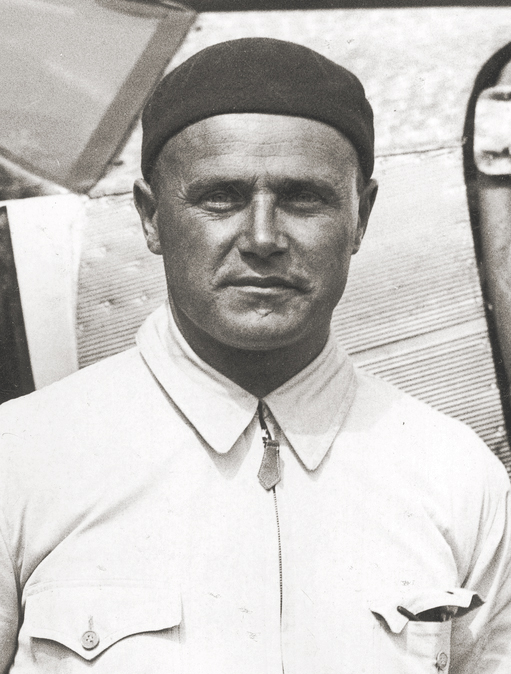
Franciszek Żwirko
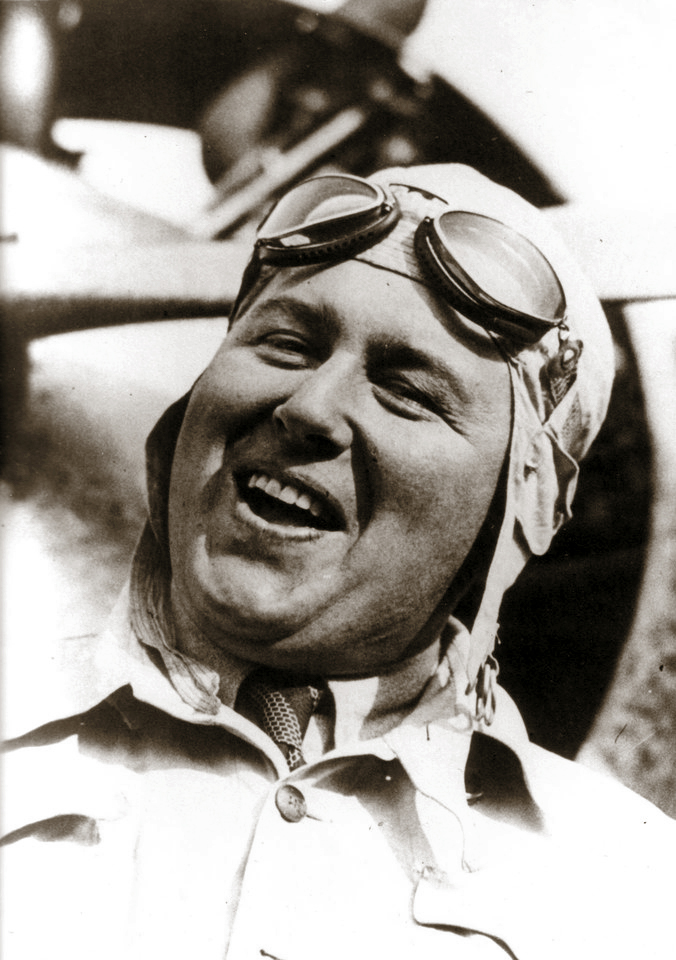
Bolesław Orliński
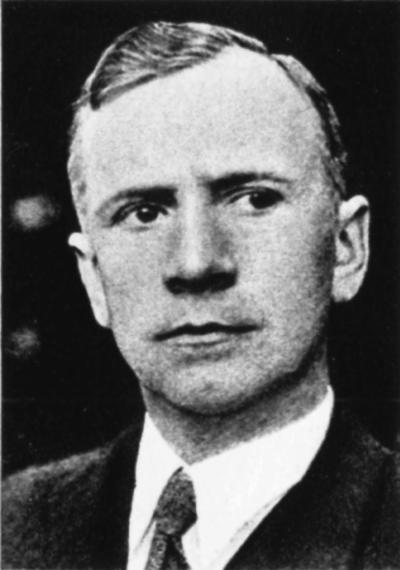
Stanisław Skarżyński
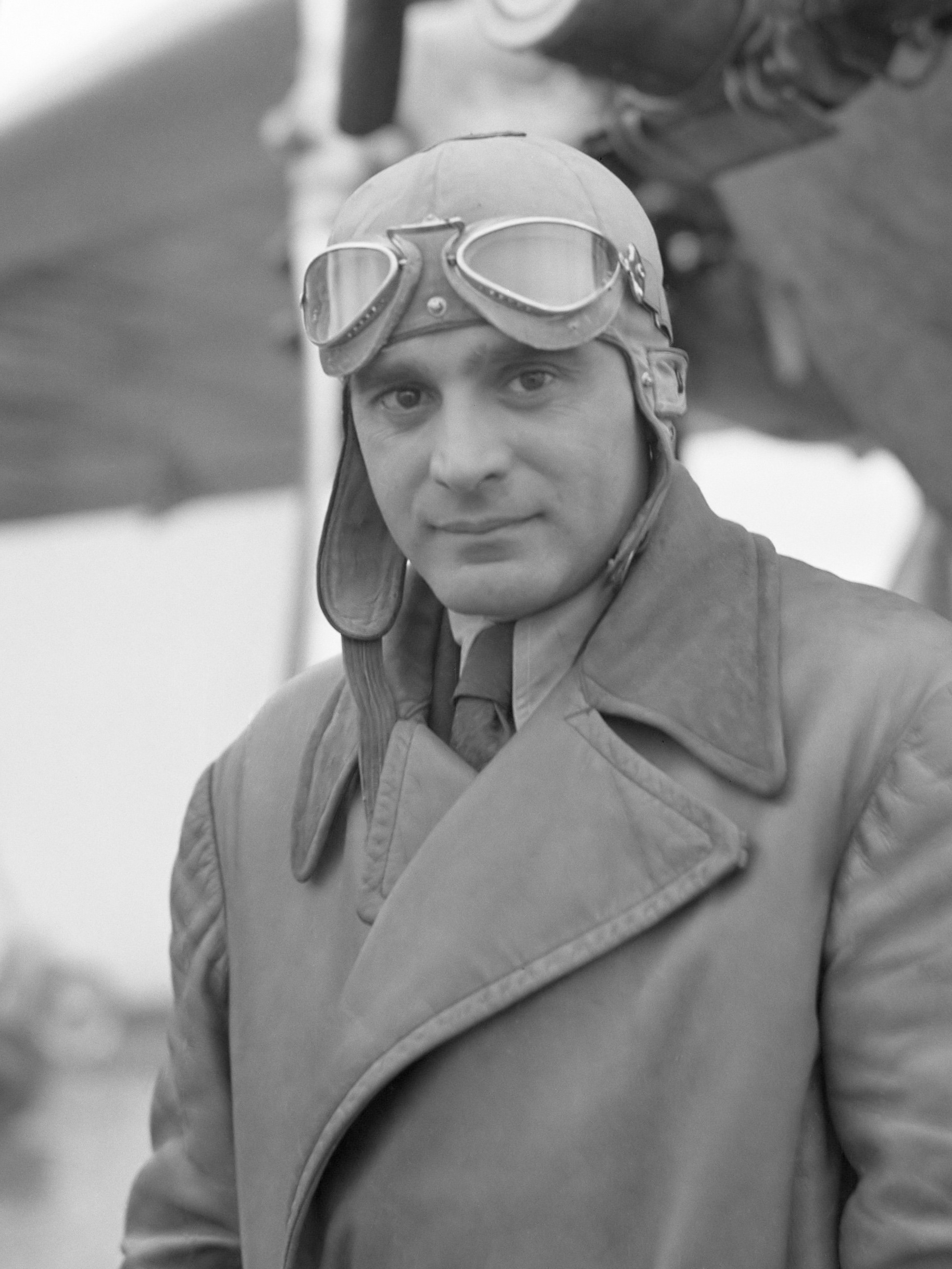
Stanisław Płonczyński
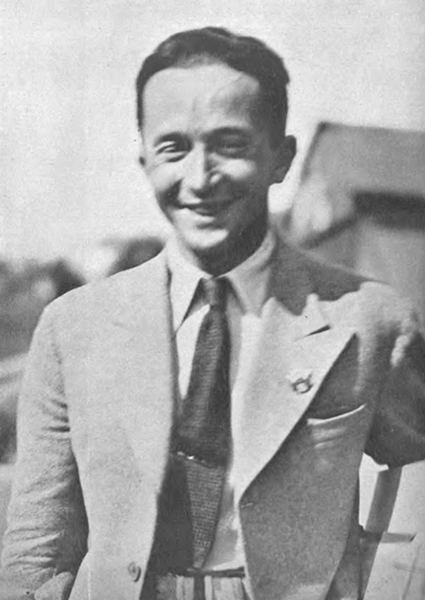
Jerzy Bajan
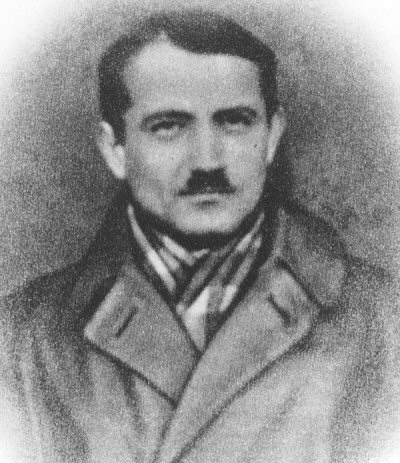
Zygmunt Puławski
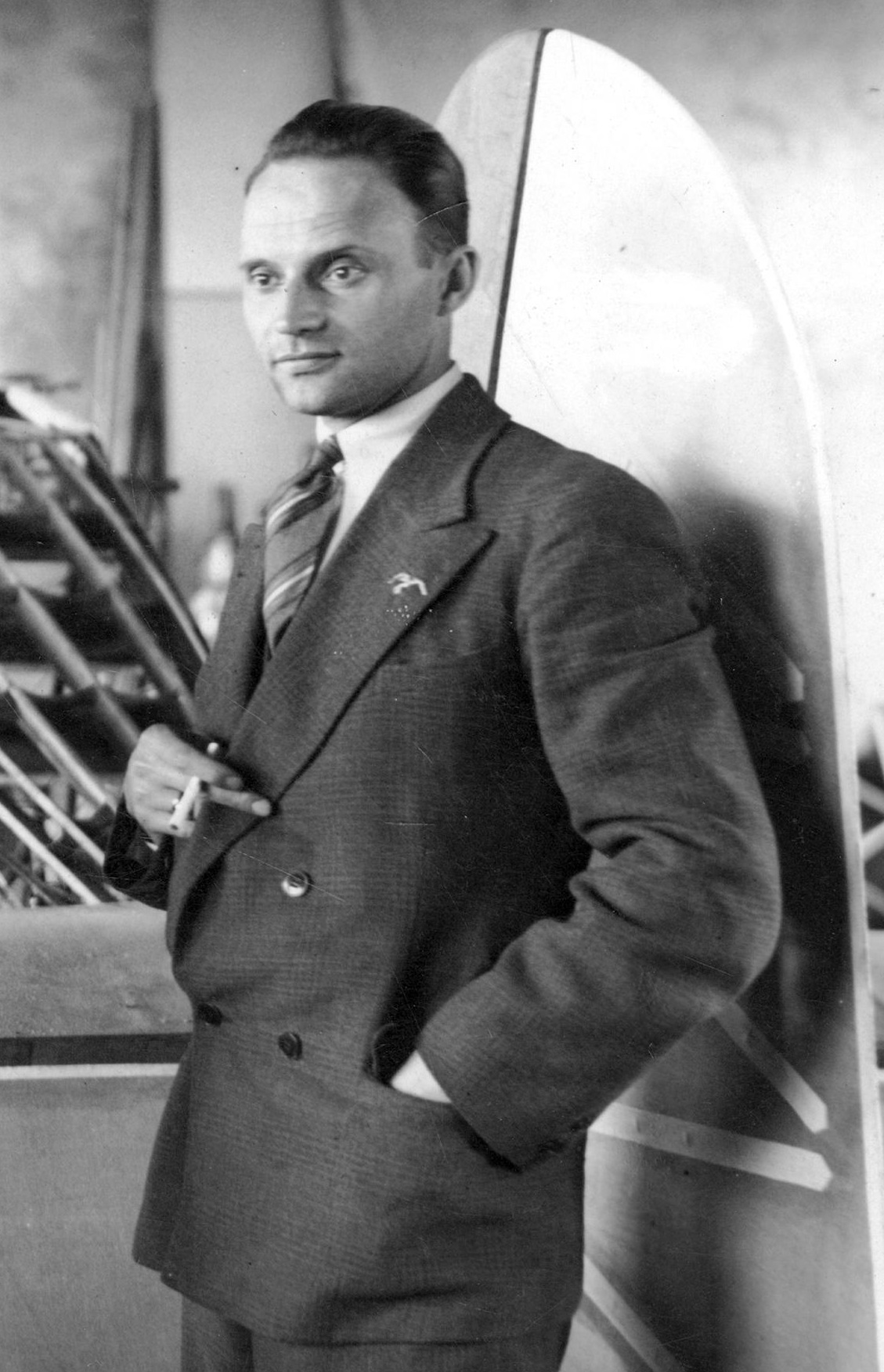
Stanisław Rogalski

Poniżej kilku znanych absolwentów szkoły:
- Stanisław Płonczyński (1922) – pilot komunikacyjny, sportowy i wojskowy; trzykrotnie uczestniczył w Międzynarodowych Zawodach Turystycznych Challenge (1930,1932,1934).
- Franciszek Żwirko (1923) – porucznik pilot Wojska Polskiego, pilot sportowy, wraz z inżynierem Stanisławem Wigurą zwycięzca zawodów Challenge 1932, związany rodzinnie z Bydgoszczą.
- Bolesław Orliński (1923) – pułkownik pilot Wojska Polskiego, w 1926 roku dokonał lotu Warszawa-Tokio-Warszawa (10 300 km) samolotem Breguet 19, pilot doświadczalny; oblatywał jako pierwszy wszystkie kolejne myśliwce PZL; dowódca Dywizjonu Bombowego 305 w Wielkiej Brytanii (1944-1945).
- Jerzy Bajan (1924) – kapitan pilot Wojska Polskiego, zwycięzca wraz z mechanikiem sierż. Gustawem Pokrzywką w Challenge 1934 w Warszawie.
- Stanisław Skarżyński (1925) – pułkownik pilot Wojska Polskiego, kawaler Orderu Virtuti Militari, w 1931 roku dokonał lotu dookoła Afryki, był pierwszym Polakiem, który przeleciał Ocean Atlantycki, prezes Aeroklubu Polskiego (1938)
- Stanisław Rogalski (1925) – inżynier i konstruktor lotniczy, współzałożyciel spółki konstruktorskiej RWD
- Zygmunt Puławski (1927) – pilot, inżynier i konstruktor lotniczy, twórca serii polskich myśliwców i nowych rozwiązań w lotnictwie, m.in. podwozia nożycowego oraz tzw. mewiego płata zastosowanego w polskich samolotach myśliwskich PZL P.1 i PZL P.6.